# محمدسهیل طقوش
محمدسهیل طقوش، مورخ و نویسنده لبنانی کتب تاریخی و استاد تاریخ اسلام که تخصص‌ش تاریخ ترکیه است که کتبی همچون تاریخ دولت ایوبیان، تاریخ دولت عباسیان، تاریخ مسلمانان در اندلس، تاریخ ممالیک در مصر و شام و … از جمله آثار اوست.